# Saint-Bonnet-la-Rivière
Saint-Bonnet-la-Rivière är en kommun i departementet Corrèze i regionen Nouvelle-Aquitaine i de centrala delarna av Frankrike. Kommunen ligger  i kantonen Juillac som tillhör arrondissementet Brive-la-Gaillarde. År 2022 hade Saint-Bonnet-la-Rivière 404 invånare.

## Befolkningsutveckling
Antalet invånare i kommunen Saint-Bonnet-la-Rivière
Referens:INSEE